# Mosquée de Džudža Džafer-bey Kopčić
La mosquée de Džudža Džafer-bey Kopčić, également connue sous le nom de Čaršijska džamija, est située en Bosnie-Herzégovine, dans la ville de Tomislavgrad et dans la municipalité de Tomislavgrad. Construite avant 1615, elle est inscrite sur la liste des monuments nationaux de Bosnie-Herzégovine.
La cour intérieure de la mosquée (en bosnien : harem) abrite un cimetière avec environ 50 nişans (stèles ottomanes) ; cet ensemble est également classé.

## Localisation

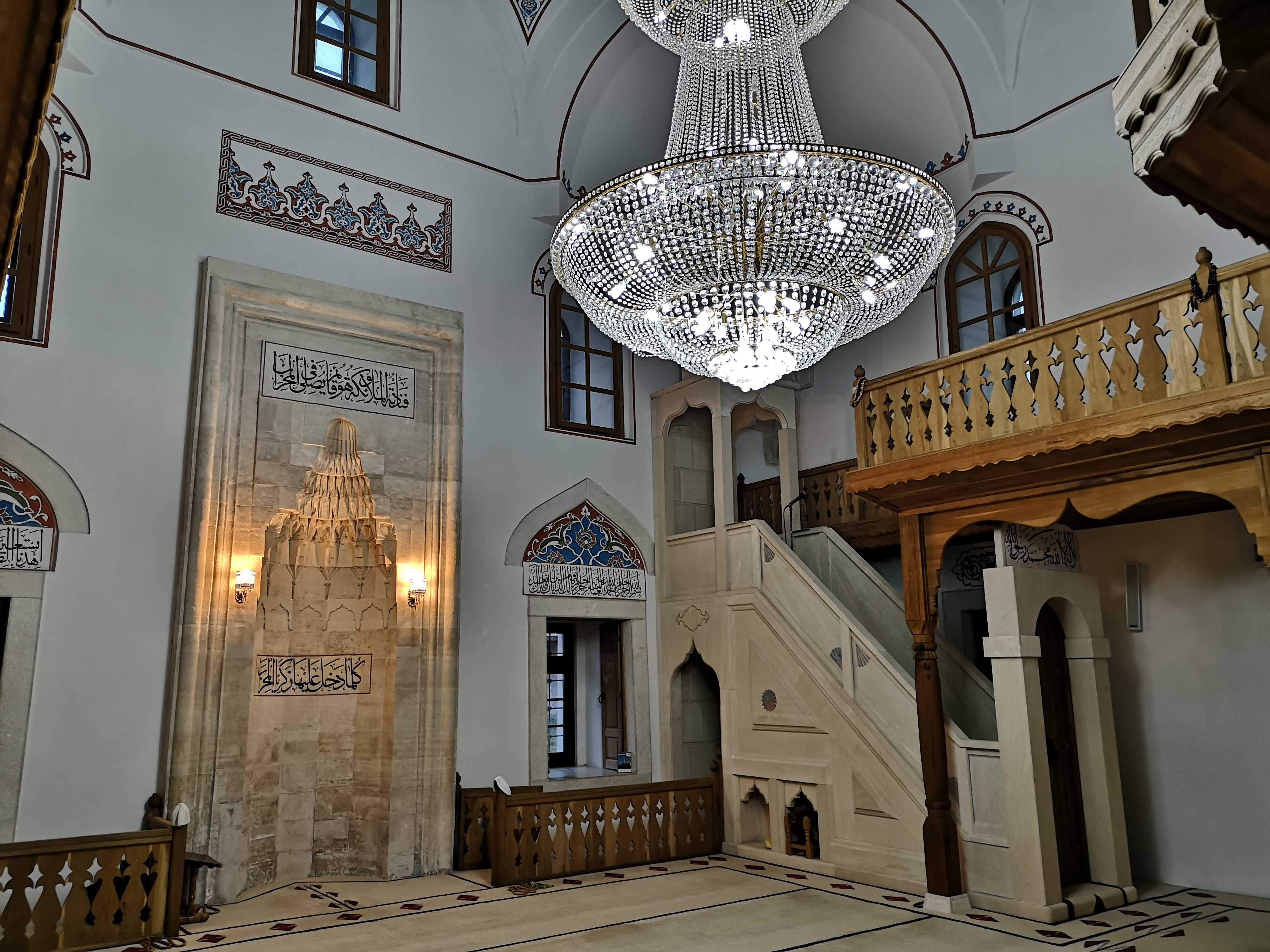
Intérieur de la mosquée Džudža Džaferova džamija de Tomislavgrad

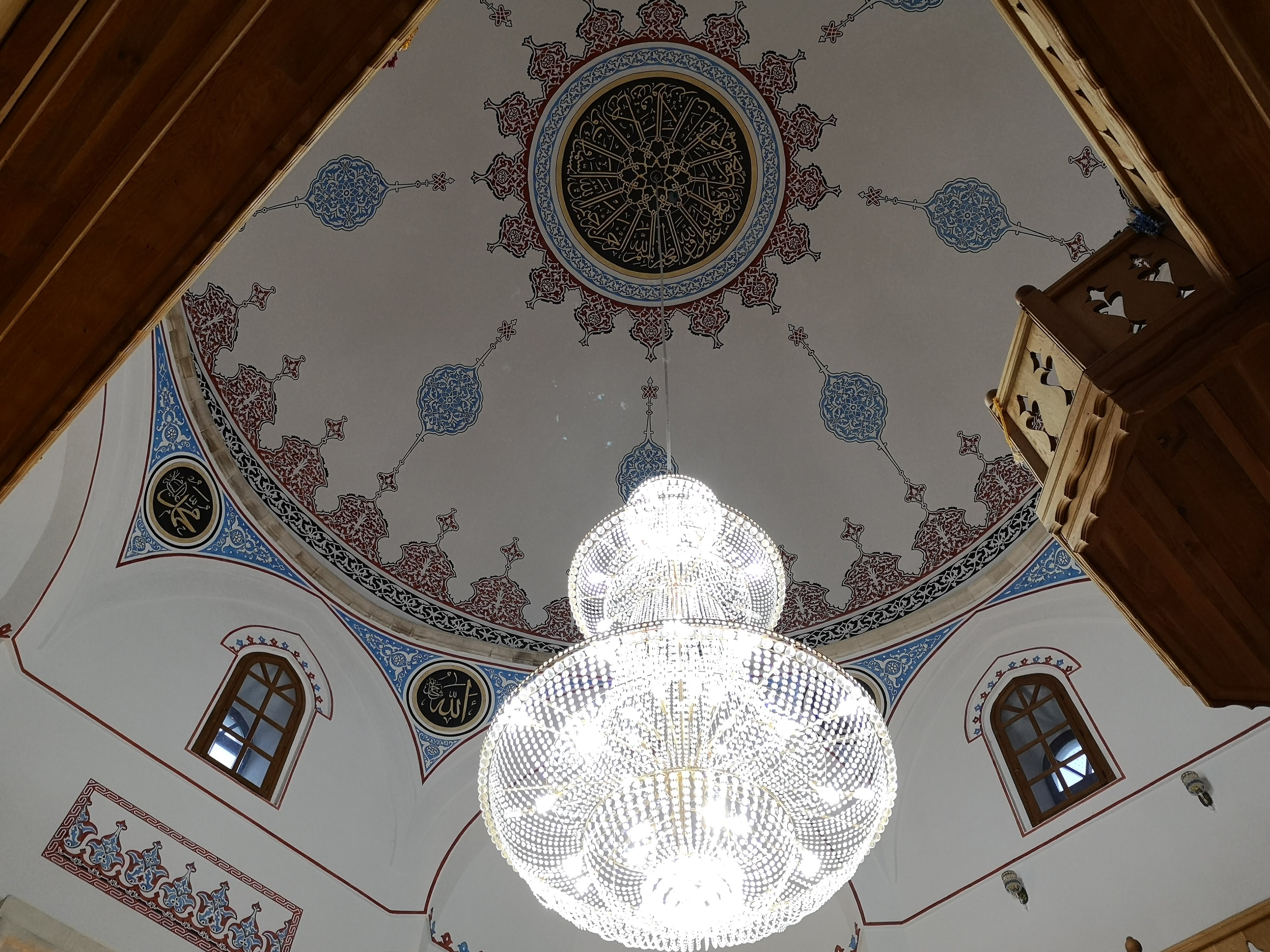
Plafond du dome intérieur de la mosquée Džudža Džaferova

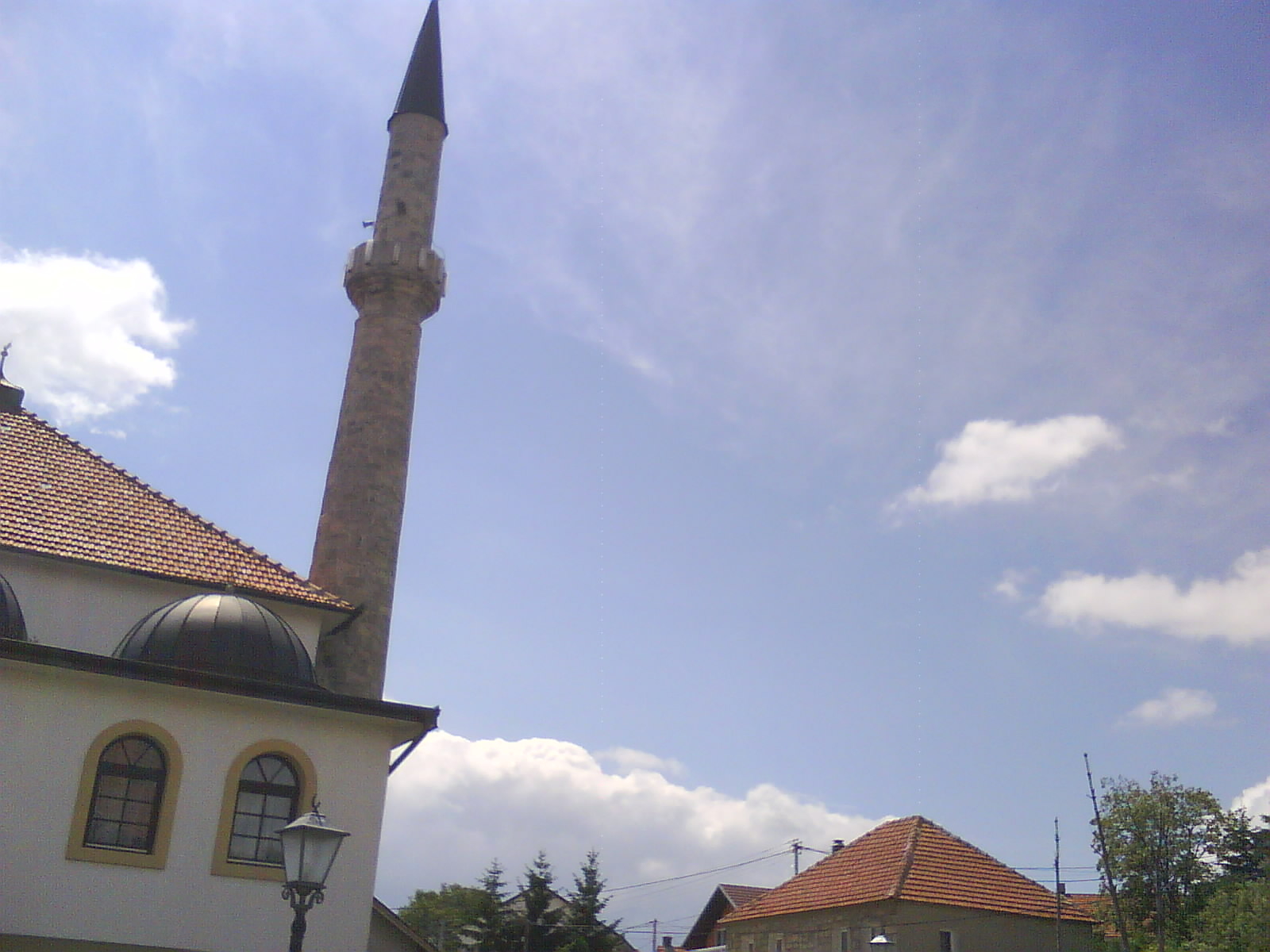
Autre vue de la mosquée

## Architecture

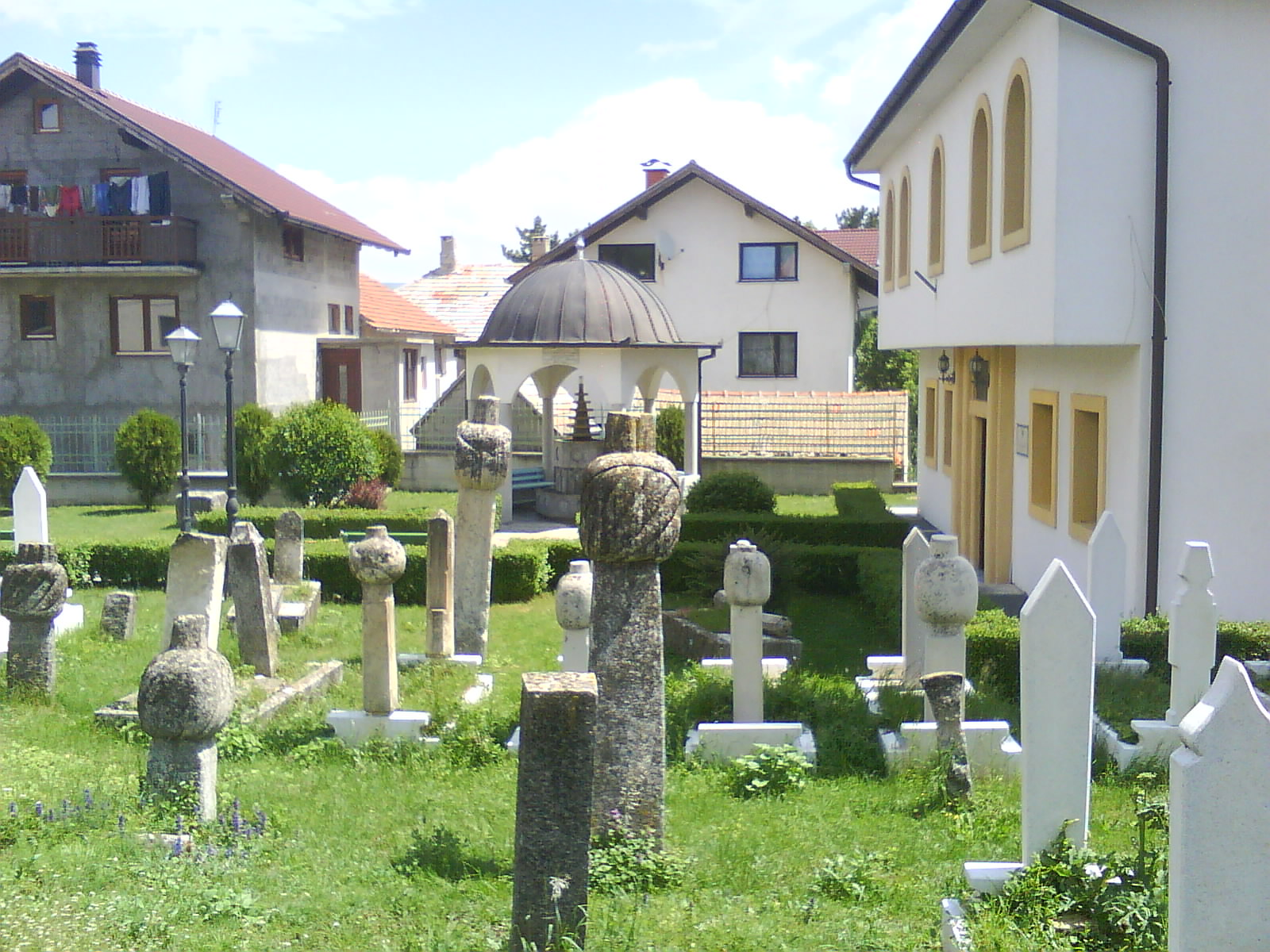
Le cimetière avec des nişans